# 金子廣美
金子广美（日语：／ Kaneko Hiromi，1980年11月15日—）是一名日本女子自行车运动员，主攻公路自行车。她最初于2004年受丈夫影响开始接触山地自行车，后来她改练公路自行车。她入选2020东京奥运日本公路自行车队参赛阵容。最终她在女子公路赛上获得第43名。